# 12796 Kamenrider
12796 Kamenrider eller 1995 WF är en asteroid i huvudbältet som upptäcktes den 16 november 1995 av den japanska astronomen Akimasa Nakamura vid Kuma Kogen-observatoriet. Den är uppkallad efter den fiktiva figuren Kamen Rider.
Asteroiden har en diameter på ungefär 5 kilometer.